# Jean-Marie Leclair
Jean-Marie Leclair (Lió, 10 de maig de 1697 - París, 22 d'octubre de 1764) va ser un violinista i compositor francès del Barroc. Se'l considera el fundador de l'escola francesa del violí.

## Biografia
Leclair va abandonar Lyon per estudiar dansa i violí a Torí, on va ser deixeble de Giovanni Battista Somis, que fou alumne d'Arcangelo Corelli; per això se'l coneix com "El Corelli de França". L'any 1716 es va casar amb Marie-Rose Casthanie, una ballarina que va morir el 1728. Aquell mateix any es va establir a París, on va tenir un gran èxit com a violinista i compositor. Va actuar en el Concert Spirituel. El 1734 va entrar com a violinista de la «Chapelle Royale» de Lluís XV, tot i que va renunciar al càrrec per desavinences amb la cort.
El 1736 va viatjar a Holanda i va entrar en contacte amb Pietro Antonio Locatelli, que també era deixeble de Corelli, de qui va rebre lliçons. El 1743 es va traslladar a Madrid, on es va posar al servei de l'Infant Don Felipe, gran apassionat de la música francesa, a qui dedicà el seu segon llibre de concerts. El 1745, en tornar a París, va estrenar la seva única ópera, Scylla et Glaucus.
Va morir assassinat el 1764, el mateix any que Rameau. La seva mort està rodejada de misteri. Poc abans, Leclair s'havia traslladat a un barri de París considerat insegur. La nit anterior, havia estat jugant una partida de billar amb un amic. Al matí, el jardiner hi va anar, com era habitual, i li va semblar estrany veure el barret de Leclair tirat al jardí. En entrar a l'habitatge el va trobar mort amb ferides d'arma blanca, sobre un toll de sang. Aquest cas va provocar una gran commoció, ja que Leclair era un músic molt conegut. La policia va trobar tres sospitosos: el jardiner, la seva segona muller de la qual s'havia separat, i un nebot que també era violinista amb qui mantenia serioses desavinences, ja que l'acusava d'entorpir la seva carrera per no haver-lo recomanat. Mai no es va esbrinar la veritat.
Com a professor de violí tingué entre altres alumnes a Joseph-Barnabé Saint-Sevin, Louis-Gabriel Guillemain, Joseph Bologne de Saint-George. Els seus germans, Jean-Marie Leclair el jove (1703–77), Pierre (1709–84) i Jean-Benoît també van ser músics.
Les seves composicions s'interpreten i s'enregistren amb regularitat. El més destacat de la seva obra són els seus quatre llibres de dotze sonates per a violí, sis sonates a trio i dotze concerts per a violí.

## Obra
- Opus 1: Primer Llibre de sonates (1723)
  - Op. 1 No. 1 – Sonata per a violí en la menor
  - Op. 1 No. 2 – Sonata per a violí en do major
  - Op. 1 No. 3 – Sonata per a violí en si bemoll major
  - Op. 1 No. 4 – Sonata per a violí en re major
  - Op. 1 No. 5 – Sonata per a violí en sol major
  - Op. 1 No. 6 – Sonata per a violí en mi menor
  - Op. 1 No. 7 – Sonata per a violí en fa major
  - Op. 1 No. 8 – Sonata per a violí en sol major
  - Op. 1 No. 9 – Sonata per a violí en la major
  - Op. 1 No. 10 – Sonata per a violí en re major
  - Op. 1 No. 11 – Sonata per a violí en si bemoll major
  - Op. 1 No. 12 – Sonata per a violí en si menor

- Opus 2: Segon Llibre de sonates (1728)
- Opus 3: Sonates per a dos violins sense baix (1730)
- Opus 4: Sis sonates a trio per a dos violins i baix continu (1731-1732)
- Opus 5: Tercer Llibre de sonates (1734)
- Opus 6: Música per a dues flautes o dos violins (1736)
- Opus 7: Sis concerts per a violí (1737)
- Opus 8: Música per a dues flautes o dos violins (1737)
- Opus 9: Quart Llibre de sonates (1743)
- Opus 10: Sis concerts pera violí (1745)
- Opus 12: Segon llibre de sonates per a dos violins sense baix (1747-1749)
- Opus 13: Tres obertures i tres sonates a trio per a dos violins (1753)
- Opus 14: Trio per a 2 violins i baix continu (1766)
- Opus 15: Sonata per a violí i baix continu (1767)
- L'òpera "Scylla y Glaucus" (1746)